# Paisà
Paisà es una película de guerra neorrealista italiana del 1946 dirigida por Roberto Rossellini, la segunda de la trilogía de Rossellini formada por Roma, ciudad abierta, Paisà y Alemania, año cero. Se divide en seis episodios y se sitúa en la campaña italiana durante la Segunda Guerra Mundial, cuando la Alemania nazi perdía la guerra contra los aliados. Un tema principal son los problemas de comunicación a causa de las barreras lingüísticas. La película fue nominada al premio Oscar al mejor guion original y al premio BAFTA a la mejor película. Fue la película italiana más popular en la taquilla de 1945 y 1946, acabando por delante del melodrama de Mario Mattoli, Life Begins Anew.

## Argumento

### Primer episodio
Durante la invasión aliada de Sicilia, una patrulla de reconocimiento norteamericana se dirige hacia un pueblo siciliano por la noche. Sólo uno de los norteamericanos habla italiano. La local Carmela (Carmela Sazio) acepta guiarlos más allá de un campo de minas alemán. Se refugian en las ruinas de un castillo de la costa.
Mientras los otros marchan a los alrededores, a Joe (Robert Van Loon) se le asigna la vigilancia de Carmela. Aunque se encuentren con la barrera lingüística, Joe empieza a superar la indiferencia de Carmela. Aun así, es disparado por un francotirador alemán. Antes de que la pequeña patrulla alemana de reconocimiento llegue al castillo, Carmela esconde a Joe en el subterráneo. Cuando los alemanes la envían a buscar agua, ella se escabulle y vuelve a comprobar que Joe esté bien, solo para encontrarlo muerto. Coge su rifle y empieza a disparar al enemigo. Los alemanes la lanzan de un acantilado hasta su muerte, y se van. Cuando los norteamericanos regresan, se encuentran el cuerpo de Joe y asumen que Carmela lo ha matado.

### Segundo episodio
Los aliados invaden la Italia peninsular y capturan el puerto de Nápoles. Un huérfano llamado Pasquale (Alfonsino Pasca)  se encuentra con Joe (Dots Johnson), un soldado afroamericano amargado y completamente borracho. Cuando Joe se duerme, Pasquale se lleva sus botas. Al día siguiente, Joe atrapa a Pasquale mientras el pequeño intentaba robar los suministros de un camión. Joe le pide las botas, pero cuando el niño lo guía hasta donde vive, la visión de la miseria hace que Joe marche sin ellas.

### Tercer episodio
Fred (Gar Moore) es un soldado borracho en la Roma liberada. Una joven, Francesca, lo lleva a su habitación, con la esperanza de ganar un poco de dinero a través de la prostitución. No le interesa, así que le explica su inútil búsqueda de una mujer joven que conoció y de la cual se enamoró poco después de la liberación de la ciudad, seis meses antes. Mientras describe a la mujer, Francesca se da cuenta de que se trata de ella misma; ambos han cambiado tanto en el poco tiempo que ha pasado, que no se reconocen. Francesca dice que conoce a la mujer. Cuando Fred se duerme, Francesca se escapa y le pide al superintendente del edificio que le dé un papel con su dirección cuando se despierte, y se va. Fred asume que la dirección es la de una casa de citas, tira el trozo de papel y marcha de la ciudad con su unidad. Al día siguiente, Francesca le espera en vano.

### Cuarto episodio
La mitad sur de Florencia ha sido liberada, pero continúan los feroces combates en la otra mitad, a través del río Arno, entre los partisanos italianos y los alemanes y sus aliados fascistas. Todos los puentes, excepto el Ponte Vecchio, han sido explotados, frenando el avance aliado. La enfermera norteamericana Harriet (Harriet Medin) se encuentra frenética por llegar a la otra mitad y reencontrarse con un pintor 
Se entera de que ahora se trata de "Lupo", líder de los partisanos locales. Ella y el partisano Massimo (Renzo Avanzo), un hombre desesperado por las noticias sobre su familia, arriesgan su vida y cruzan hacia la ciudad todavía ocupada a través del supuestamente secreto Corredor Vasari, que cuando Rossellini lo filmó aún estaba casi vacío de su colección de arte. Mientras consiguen cruzar al otro lado, Harriet y Massimo se encuentran en medio de una Florencia arrasada por la guerra. En un tiroteo de alemanes contra partisanos, Harriet lleva un soldado herido a un portal. Se encuentra devastada al saber que Lupo ha sido asesinado.

### Quinto episodio
Tres religiosos norteamericanos son bienvenidos a pasar la noche en un monasterio católico recientemente liberado. El capitán Bill Martin (William Tubbs), el único de los tres que habla italiano, hace de intérprete. Los monjes están consternados en saber de Martin que sólo él es católico; sus dos compañeros son protestante y judío. Cuando los invitados se sientan a cenar, Martin observa que los monjes no tienen nada en sus platos. Se pregunta y se entera de que los monjes han decidido ayunar con la esperanza de obtener el favor del cielo para convertir a los otros dos a su fe.

### Sexto episodio
En diciembre de 1944, tres miembros de la Oficina de Servicios Estratégicos operan tras las líneas alemanas con partisanos alemanes en el delta del Po. Rescatan a dos aviadores británicos abatidos, pero se quedan sin munición en una batalla contra el enemigo y son capturados. Los partisanos son ejecutados al día siguiente, ya que no están protegidos por los convenios de Ginebra. Dos de los prisioneros de guerra, indignados, intentan interferir y acaban siendo fusilados.

## Reparto
- Carmela Sazio: Carmela
- Robert Van Loon: Joe
- Alfonsino Pasca: Pasquale
- Dots Johnson: Joe
- Maria Michi: Francesca
- Gar Moore: Fred
- Harriet Medin: Harriet White
- Renzo Avanzo: Massimo
- William Tubbs: Bill Martin
- Dale Edmonds: Dale
- Cigolani: Cigolani
- Giulietta Masina: la prostituta

## Producción
Después del enorme éxito internacional de Roma, ciudad abierta, Rossellini pudo obtener financiación de inversores internacionales, particularmente de los Estados Unidos. Decidió hacer una película sobre la liberación de Italia desde la invasión aliada en 1943 hasta el final de la Segunda Guerra Mundial en 1945. Inusualmente para una película con mucho diálogo que no era en inglés, Metro-Goldwyn-Mayer asumió la distribución de la película en los Estados Unidos (a través de la empresa más pequeña Burstyn & Mayer).
Rossellini contrató a seis escritores, cada uno de los cuales tenía que escribir un episodio: Klaus Mann, Marcello Pagliero, Sergio Amidei, Federico Fellini, Alfred Hayes y Vasco Pratolini. Cada episodio tenía lugar en una localización diferente. Aunque existiera el guion, Rossellini acostumbraba a improvisar con los actores y reescribía las historias mientras se filmaban. Para el primer episodio rodado en Sicilia, Rossellini descartó el guion y entrenó a la actriz principal, no profesional y analfabeta, Carmela Sazio, en dirección a una interpretación que recibió elogios críticos.

## Recepción crítica
Bosley Crowther, del New York Times, la aclamó y escribió: "marca un hito en la expresividad de la pantalla". Continuó diciendo: "Es inútil intentar una explicación, en términos familiares y concretos, de su tema y naturaleza básicos, ya que no es una película normal, ni en la forma ni en la construcción dramática ni en las cosas que tiene que decir", "la antítesis de la clásica 'película de historias". Terminó su crítica con" Esta es una película que se debe ver y volver a ver".
José Luis Guarner elogió el primer episodio, afirmando que la cámara "se mantiene quieta durante toda la larga conversación, contenida para mirar y grabar, como una película de Louis Lumière. Se sugiere mucho más de lo que se puede ver realmente: la soledad del soldado, su necesidad de hablar con alguien, su anhelo de casa y la familia, la confianza creciente de la chica... mostrar todo ello con una economía de medios tan grande es uno de los secretos más grandes del cine. Toda Paisà es testigo de la misma necesidad urgente de retratar realidad compleja directamente". Guarner continuó llamándola "la primera obra maestra de Rossellini, una obra maestra del neorrealismo y uno de los picos de la historia del cine".
André Bazin escribió que "la unidad de la narrativa cinematográfica en Paisà no es el "disparo", un resumen de una realidad que se está analizando, sino el "hecho": un fragmento de realidad concreta en sí mismo múltiple y lleno de ambigüedad, cuyo significado aparece sólo [después]... gracias a otros hechos impuestos entre los que la mente establece ciertas relaciones". Robin Wood elogió el estilo de las imágenes del reportaje de la película añadiéndose al realismo y comparó la escena de los campesinos que se reúnen en el valle del Po con la secuencia de las escaleras de Odessa en El acorazado Potemkin.
TV Guide declaró que se trata de "quizá el mayor éxito de Rossellini", "un retrato de guerra lleno de humor, patetismo, romance, tensión y calidez" y "una película diferente a cualquier otra del mundo". "Paisà destaca el poder del estiloneorrealista mejor que casi cualquier otra película".
Dave Kehr, del Chicago Reader, observó que "todos los episodios parecen tener una quebradiza anecdótica... pero cada uno adquiere una naturalidad y una profundidad de sentimiento totalmente inesperadas a partir de la negativa de Rossellini a publicitar las anécdotas con la retórica dramática convencional ".
Richard Brody, de The New Yorker, señaló que "el formato similar al boceto de Paisà, formado en seis partes, le permitió mezclar actores y no actores, filmar en secuencia, improvisar sus historias a medida que iba avanzando y utilizar el estilo de noticiario a través de la cámara ".
Las ocho críticas de Rotten Tomatoes son favorables a la película. El director Martin Scorsese también la ha catalogado como una de sus películas favoritas y su preferida de las películas de Rossellini.

## Premios y nominaciones

### Nominaciones
- 1949: BAFTA a la mejor película.
- 1950: Oscar al mejor guion original para Alfred Hayes, Federico Fellini, Sergio Amidei, Marcello Pagliero, Roberto Rossellini.

## Influencia
La película de Roberto Rossellini inspiraría a futuros directores, como el italiano Gillo Pontecorvo, a convertirse en cineastas. Más tarde, Pontecorvo creará películas, como La battaglia di Algeri (1966), en la cual adoptó las técnicas de Rosselini de utilizar actores no profesionales y lugares reales.